# フィリップ・アルブレヒト・フォン・ヴュルテンベルク
フィリップ・アルブレヒト・ヘルツォーク・フォン・ヴュルテンベルク（ドイツ語: Philipp Albrecht Herzog von Württemberg, 1893年11月14日 - 1975年4月15日）は、ドイツの旧諸侯ヴュルテンベルク王家家長（1939年 - 1975年）。

## 生涯

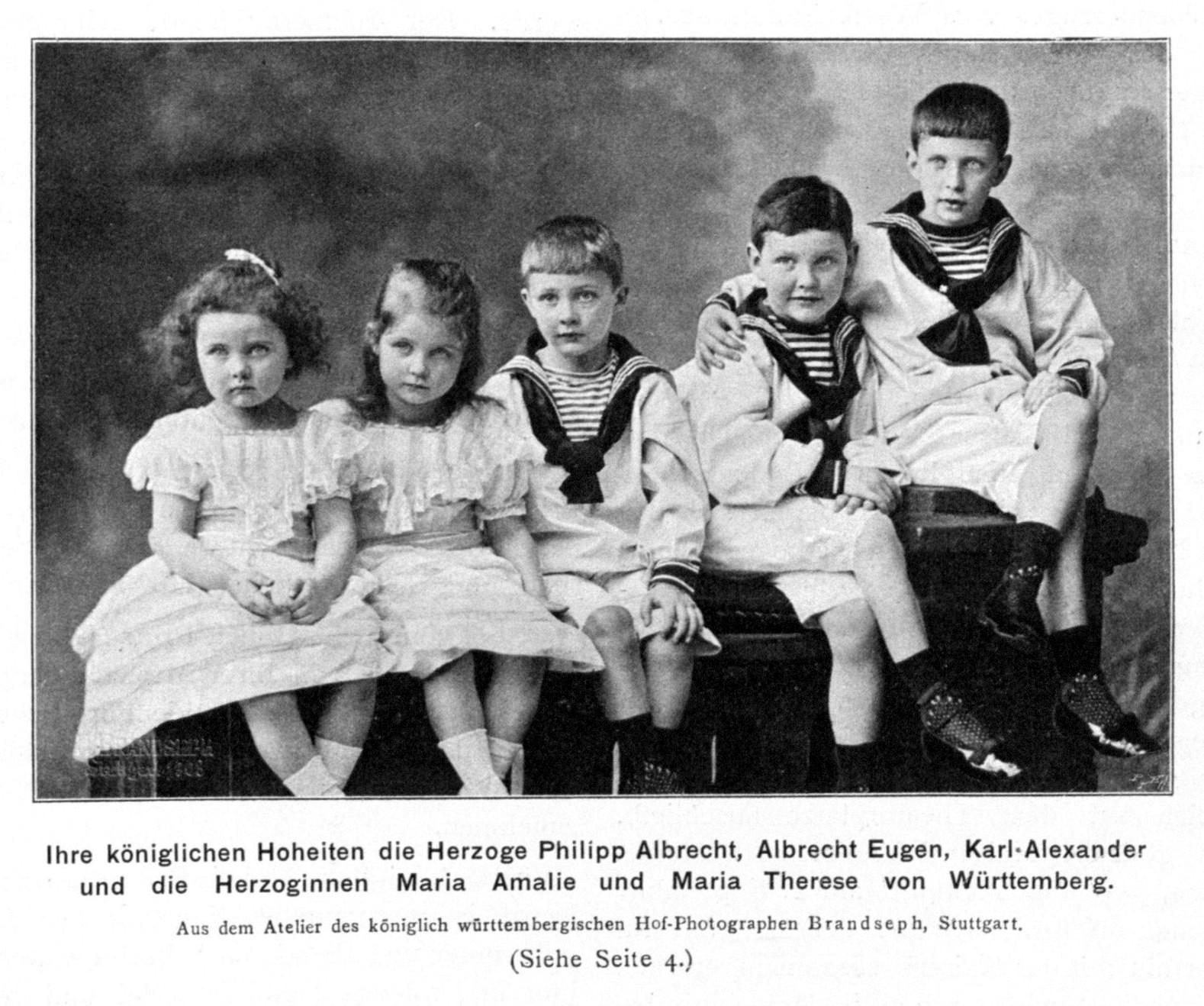
フィリップ・アルブレヒト（一番右、1903年）

ヴュルテンベルク公アルブレヒトとその妃のオーストリア大公女マルガレーテ・ゾフィーの間の長男として生まれた。シュトゥットガルトのエーバーハルト・ルートヴィヒ中等学校で学び、テュービンゲン大学で1年間法学を学んだ後、1912年よりヴュルテンベルク王国軍の第119歩兵連隊所属の陸軍中尉となった。
第一次世界大戦が始まると、フィリップ・アルブレヒトは東部戦線でセルビア軍との戦闘に従軍した。1918年11月にドイツ革命が起きると、当時陸軍少佐となっていたフィリップ・アルブレヒトは実質的な退役を余儀なくされた。テュービンゲン大学に戻り、1925年に博士号を所得すると同時に学業を終えた。ヴュルテンベルク王ヴィルヘルム2世が1918年に退位してヴュルテンベルク王国は消滅していたため、王位継承予定者だった父アルブレヒトとフィリップ・アルブレヒトが王位を引き継ぐことが叶わなかった。フィリップ・アルブレヒトは次期王位継承者として教育されていたため、君主制こそが最も優れた政体だと生涯信じ続けていた。
ナチ党の勢力伸長を忌み嫌ったフィリップ・アルブレヒトは1933年11月の総選挙には投票せず、ナチ党の権力者たちと敵対した。ヴュルテンベルク家の人々はナチ党と戦う姿勢を見せ、ベネディクト会の修道士になって「オド神父」と名乗っていたフィリップ・アルブレヒトの弟カール・アレクサンダーは、1940年にアメリカ合衆国に亡命して多くの慈善団体に働きかけ、ユダヤ人難民の救援に奔走した。
フィリップ・アルブレヒトは1934年に自分の居城である王太子宮殿に鉤十字の旗を掲げるのを拒み、家族とともにシュトゥットガルトを追い出された。彼は父の居城であるアルツハウゼン城に移った。1939年に父が死去すると、フィリップ・アルブレヒトはヴュルテンベルク家家長の地位を引き継ぎ、一族の所有する莫大な所領を経営していくことになった。1975年、父と同様にアルツハウゼン城で亡くなり、アルツハウゼンに埋葬された。長男のルートヴィヒは1959年にヴュルテンベルク王家の成員としての地位を放棄したため、1960年からフィリップ・アルブレヒトの後継者となっていた次男カールが家長位を継いだ。

## 子女
1923年10月24日、アルツハウゼンでトスカーナ大公家家長ペーター・フェルディナントの長女であるオーストリア大公女ヘレーネ（1903–1924） と結婚した。ヘレーネは娘を一人産んだ直後にフリードリヒスハーフェンで亡くなった。
- マリー・クリスティーネ（1924–）  - 1948年、リヒテンシュタイン侯子ゲオルク・ハルトマン（スペイン語版）（リヒテンシュタイン侯フランツ・ヨーゼフ2世の弟）と結婚

1928年8月1日、ヘレーネの妹であるオーストリア大公女ローザ（1906–1983） と再婚した。夫妻は2男4女を儲けた。
- ヘレーネ（1929–2021）  - 1961年、フェデリーコ・パラヴィチーニ侯爵と結婚
- ルートヴィヒ（フランス語版）（1930–2019）  - 貴賤結婚のためヴュルテンベルク王位継承権を放棄
- エリーザベト（英語版）（1933–2022） - 1958年、両シチリア王子アントワーヌ（英語版）（ガブリエーレの長男）と結婚
- マリー・テレーゼ（英語版）（1934–） - 1957年、パリ伯およびフランス公アンリと結婚、1984年に離婚
- カール（1936–2022） - ヴュルテンベルク家家長
- マリー・アントニエッテ（1937–2004）